# Xian de Xifeng (Liaoning)
Pour les articles homonymes, voir Xifeng.
Le xian de Xifeng (西丰县 ; pinyin : Xīfēng Xiàn) est un district administratif de la province du Liaoning en Chine. Il est placé sous la juridiction de la ville-préfecture de Tieling.

## Démographie
La population du district était de 342 003 habitants en 1999.